# EHCO KLM

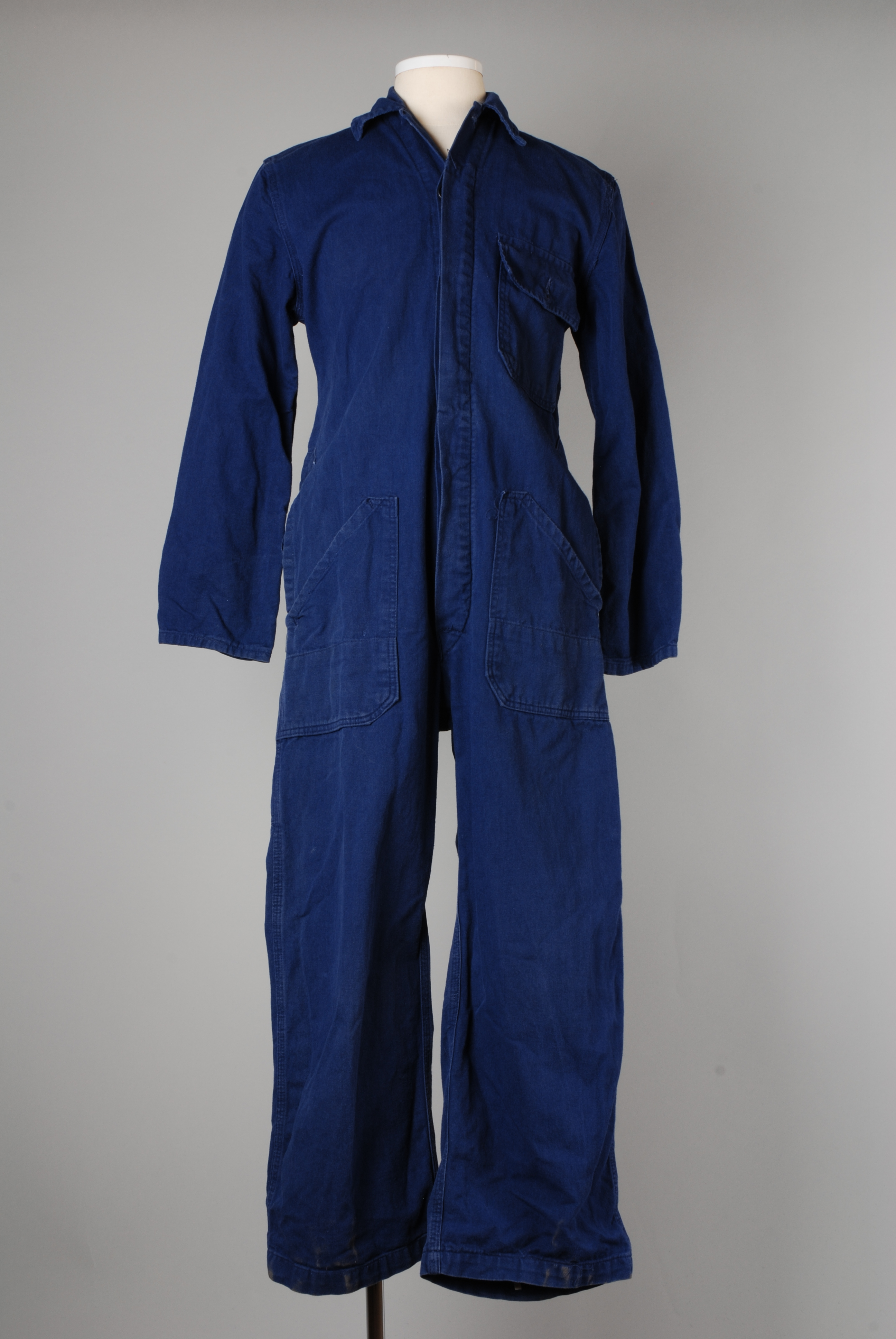
KLM kleding

EHCO KLM, ook bekend als KLM Kleding, is een voormalige Nederlandse fabrikant van werkkleding. EHCO staat voor de Eerste Haaksbergse Confectie Onderneming, en KLM voor Kan Langer Mee.

## Geschiedenis

### Beginjaren
Het bedrijf werd in 1930 opgericht door Derk Jan van Lochem (1873-1945). Voorheen was hij werkzaam bij textielfabrikant D.J. Ten Hoopen als verkoopleider. Hij stamde uit een oud Haaksberger klompenmakersgeslacht. Derk Jan overleed aan de gevolgen van het bombardement op Haaksbergen dat plaats vond op 23 maart 1945. 
Derk Jan liet aan de Geukerdijk een bedrijfspand van ongeveer 100 m² bouwen. De specialiteit van het bedrijf bestond uit blauwe overalls en stofjassen. Het bedrijf stond dan ook bekend onder de naam: EHCO - Werkmans- en Bedrijfskleeding. Hier konden tevens de blauwe stoffen van Ten Hoopen worden verwerkt. Aanvankelijk werkten er, naast de staf, 3 mensen: een coupeur en twee naaisters. De producten werden via manufacturenzaken verkocht door geheel Nederland.
De eerste grote industriële klant was de Koninklijke Luchtvaart Maatschappij (KLM) en in 1934 gaf de toenmalige directeur van KLM, Albert Plesman, toestemming aan EHCO om de afkorting KLM (Kan Langer Mee) toe te voegen aan de naam EHCO.
Na de Tweede Wereldoorlog ging EHCO KLM zich steeds meer op bedrijfskleding toeleggen: veiligheidskleding, ziekenhuiskleding, werkkleding voor grootwinkelbedrijven. Albert Heijn werd een belangrijke afnemer.
In 1949 werd een productie-afdeling in Coevorden gesticht, daar in Haaksbergen niet genoeg naaisters meer waren te vinden. In 1962 volgde een productiebedrijf in Westerhaar, en in 1964 één in Klazienaveen. Op dat moment telde het bedrijf 850 medewerkers.

### Lage-lonenlanden
De omzet groeide snel, en in 1968 werd een overeenkomst met het Hongaars staatsbedrijf Carbon Könnyüipari Vállalat te Komló gesloten. Tot 1989 bleef deze samenwerking bestaan. Zo leerde men de productie in lage-lonenlanden te doen geschieden. In 1981 en 1982 werden achtereenvolgens de bedrijven in Westerhaar en Coevorden gesloten, en in Klazienaveen en Haaksbergen werd de productie verminderd. Veel productie werd, in de periode 1975-1993, overgebracht naar de volgende landen: Hongarije, Griekenland, Marokko, Macedonië, Bulgarije, Tsjecho-Slowakije, Cyprus, Tunesië, Korea, China en Indonesië.
Op 1 januari 1972 werd KLM Kleding verkocht aan Bodycote, dat toen een grote textielonderneming was en een onderdeel van de Britse investeringsmaatschappij Slater Walker ltd. In 1973 werd Bodycote een zelfstandig, beursgenoteerd bedrijf. Dit groeide in de opvolgende jaren echter steeds meer uit tot een conglomeraat, dat ook metaalbedrijven en financiële dienstverlening omvatte. ECHO kwam daardoor wat meer geïsoleerd binnen Bodycote te staan, maar het was de meeste jaren redelijk winstgevend. In 1982 werd couturier Frans Molenaar aangetrokken, welke in overleg met de afnemers een nieuwe stijl van bedrijfskleding introduceerde.
Na 1984 werd ook ruw doek buiten Europa ingekocht, en wel in Turkije en India. Slechts de afwerking gebeurde nog binnen Europa.
In 1986 werden 44% van de aandelen verkocht, en werd ECHO KLM een beursgenoteerd bedrijf. Bodycote behield echter een meerderheidsbelang. Einde jaren '80 van de 20e eeuw kwamen er echter moeilijkheden, omdat de markt stagneerde: vele industriële bedrijven waren reeds gesloten, en daarmee daalde ook de vraag naar bedrijfskleding in die sector. Men zocht zijn toevlucht in veiligheidskleding, waar grote kansen lagen gezien de verscherpte veiligheidseisen in de industrie.
In 1989 werd VPV Vêtements te Nozay, waar 130 mensen werkten, overgenomen.

### Verder verloop
In 1995 verkocht Bodycote haar belang in EHCO KLM aan Borsumij, die het weer doorverkocht aan Hagemeyer.
In 1995 telde EHCO KLM nog 400 werknemers. De productie was geconcentreerd in Frankrijk en Klazienaveen, het hoofdkantoor en het centraal magazijn bevond zich nog in Haaksbergen. Ook worden daar monsters vervaardigd.
In 1995 werd samengegaan met Lonneker textiles, een in 1919 opgerichte producent van ziekenhuiskleding en politie-overhemden. Aldus ontstond EHCO-KLM-Lonneker-Textiles.
In 1996 verhuisde het bedrijf van Haaksbergen naar Enschede. Het bedrijf te Klazienaveen was al verzelfstandigd. De fabrieksgebouwen in Haaksbergen werden van 1988-2002 geheel gesloopt. Er kwamen appartementen op het voormalige fabrieksterrein.
Ook EHCO-KLM-Lonneker-Textiles werd na 2005 nog meermalen verkocht, en ging verder als EHCO-KLM-Kwintet, onderdeel van het Scandinavische kledingconcern Kwintet AB. De laatste Nederlandse productievestiging, in Enschede, sloot eind 2011 de deuren. Kwintet heeft in Nederland nog een verkoopkantoor in Breda.

## Noot
1. ↑  Kwintet KLM Kleding sluit, Tubantia, 31 mei 2011